# Shalamar

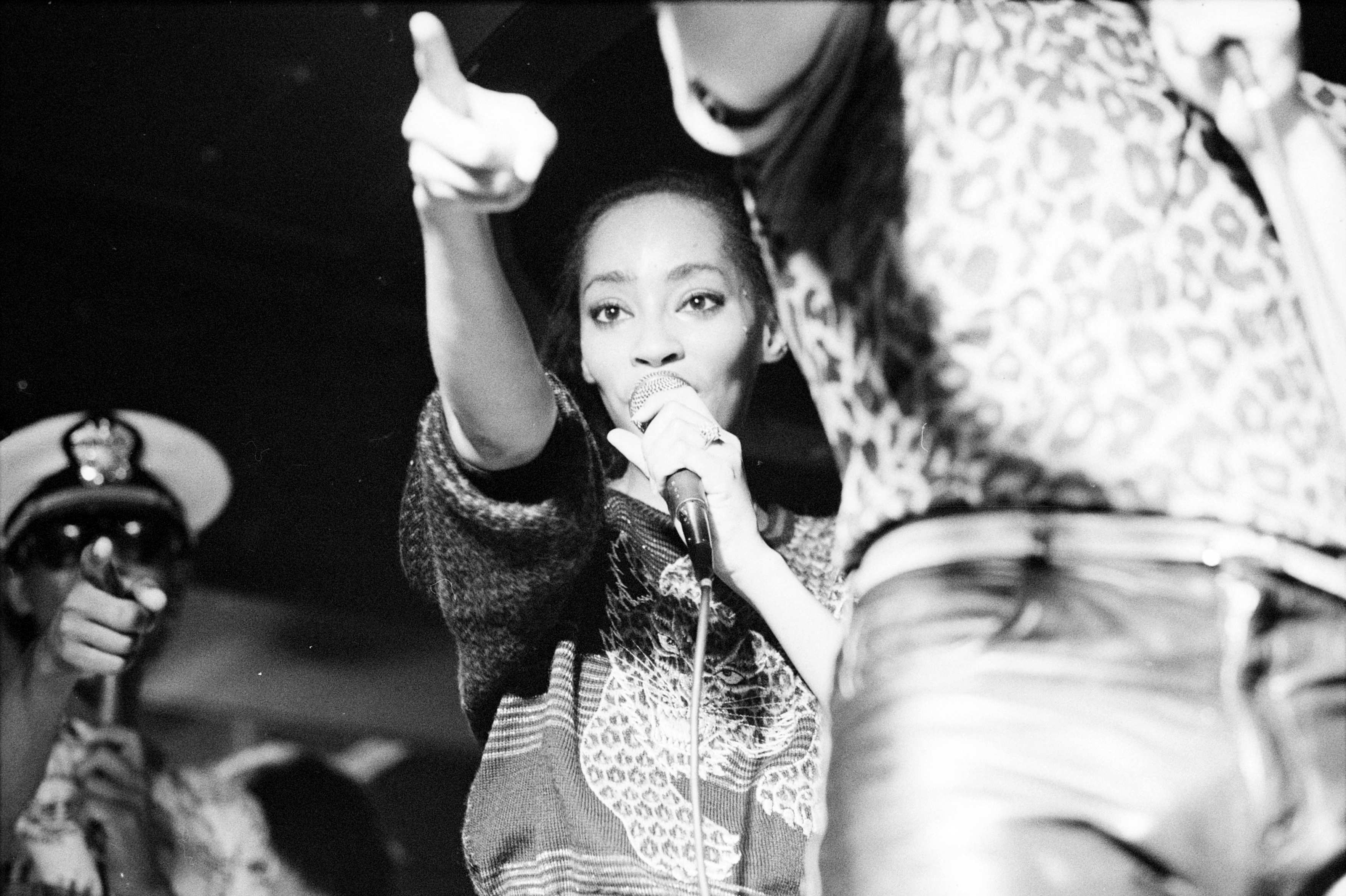
Shalamar in 1982

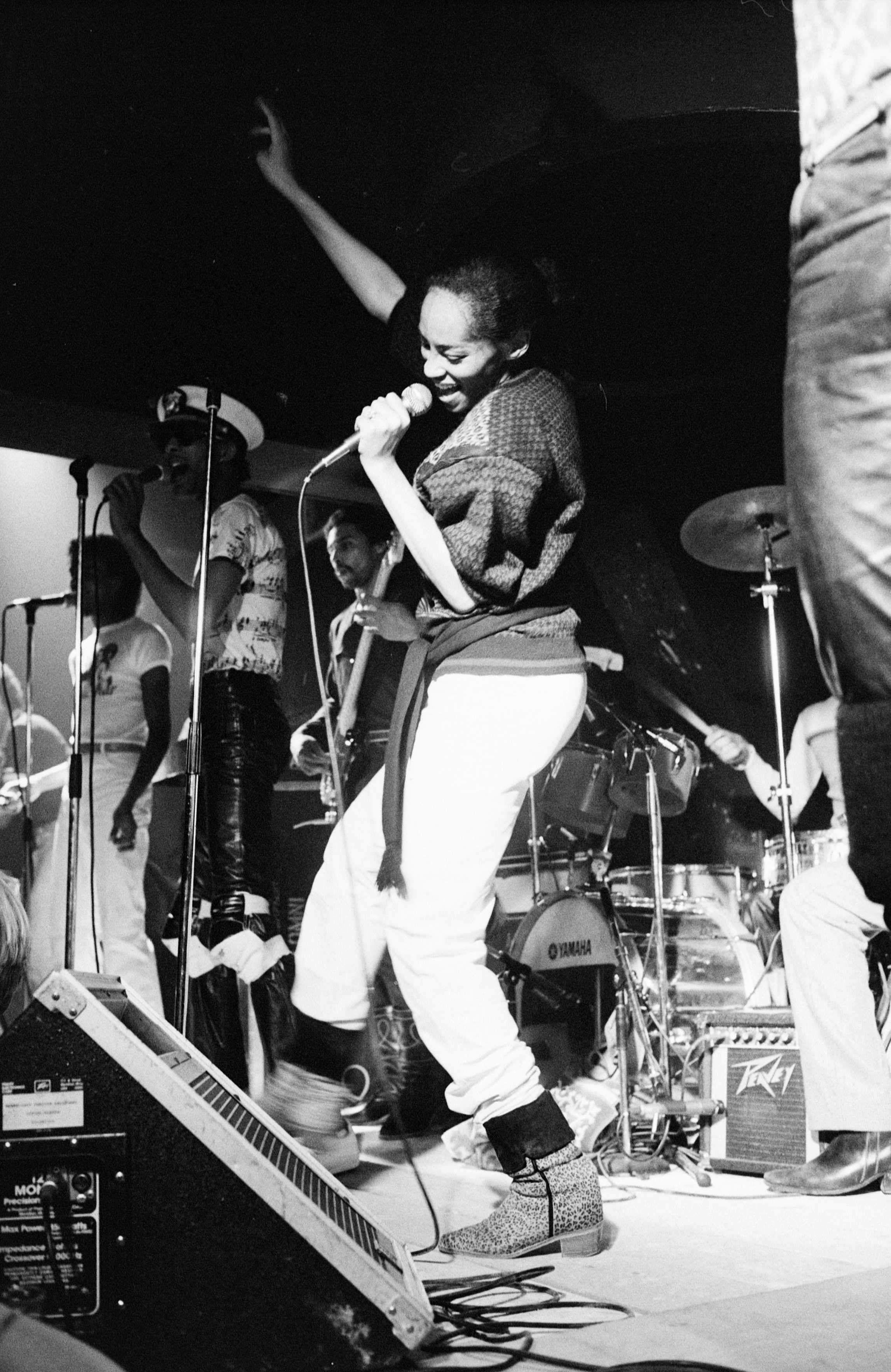
Shalamar in 1982

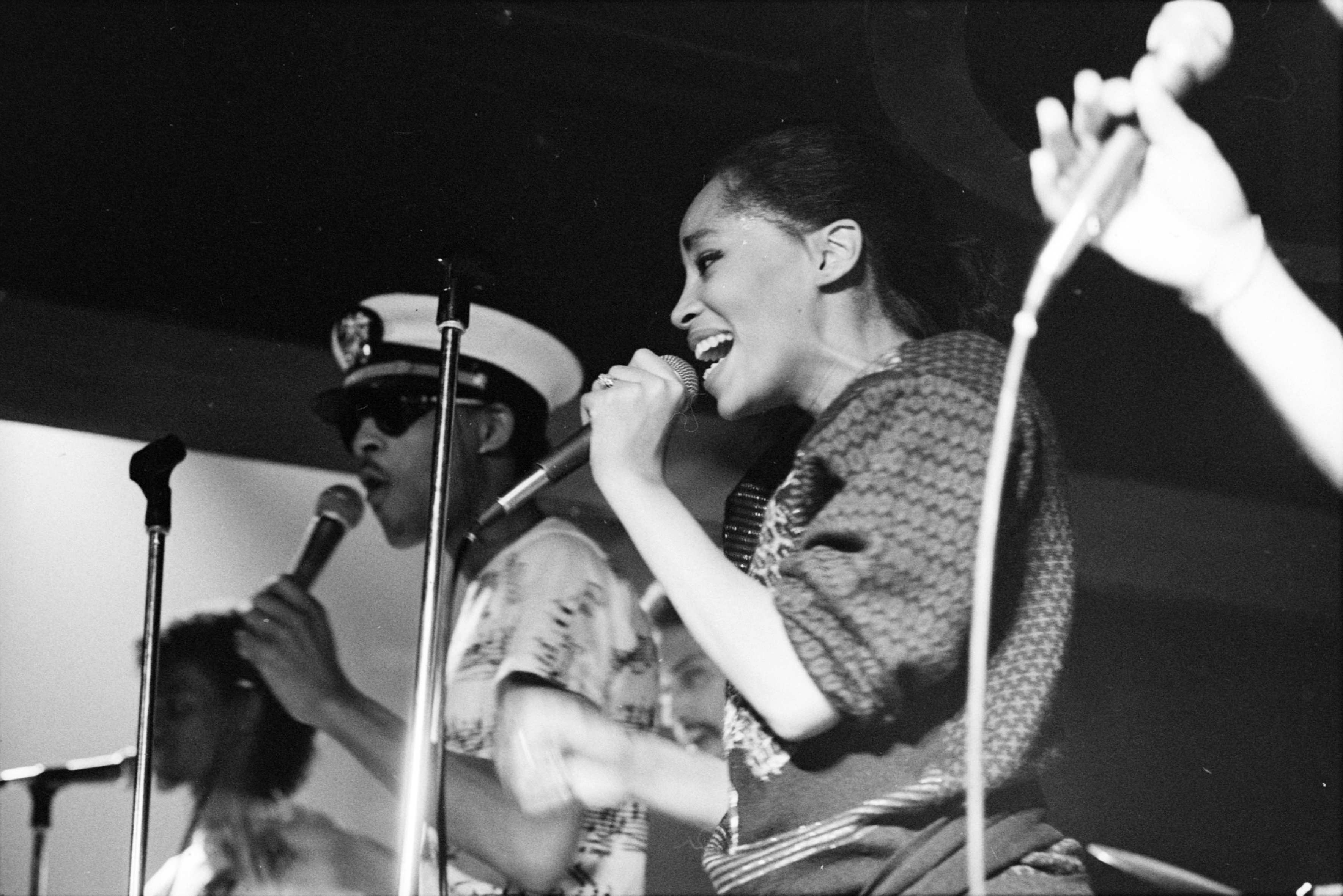
Shalamar in 1982

Shalamar foi um grupo musical norte-americano que atuou principalmente nas década de 1970 e 1980. A banda foi criada por Dick Griffey e Don Cornelius. Eles passaram a ser um trio influente de dança e também ícones de moda e tendências. O nome "Shalamar" foi escolhido por Griffey.

## Álbuns

### Álbuns de estúdio
| Ano  | Detalhes                                           | Chart positions | Chart positions | Chart positions | Certificações (Vendas)      |
| Ano  | Detalhes                                           | US              | US R&B          | UK              | Certificações (Vendas)      |
| ---- | -------------------------------------------------- | --------------- | --------------- | --------------- | --------------------------- |
| 1977 | Uptown Festival - Gravadora: Soul Train Records    | 48              | 22              | —               |                             |
| 1978 | Disco Gardens - Gravadora: SOLAR Records           | 171             | 52              | —               |                             |
| 1979 | Big Fun - Gravadora: SOLAR Records                 | 23              | 4               | —               | - US certification: Gold    |
| 1980 | Three for Love - Gravadora: SOLAR Records          | 40              | 8               | —               | - US certification: Ouro    |
| 1981 | Go for It - Gravadora: SOLAR Records               | 115             | 18              | —               |                             |
| 1982 | Friends - Gravadora: SOLAR Records                 | 35              | 1               | 6               | - US certification: Platina |
| 1983 | The Look - Gravadora: SOLAR Records                | 79              | 13              | 7               |                             |
| 1984 | Heartbreak - Gravadora: SOLAR Records              | 90              | 32              | —               |                             |
| 1987 | Circumstantial Evidence - Gravadora: SOLAR Records | —               | 29              | —               |                             |
| 1990 | Wake Up - Gravadora: SOLAR Records                 | —               | —               | —               |                             |

### Compilações
| Ano  | Álbum               | Chart positions | Chart positions | Gravadora             |
| Ano  | Álbum               | US R&B          | UK              | Gravadora             |
| ---- | ------------------- | --------------- | --------------- | --------------------- |
| 1982 | Greatest Hits       | 48              | 71              | Solar Records         |
| 1986 | The Greatest Hits   | —               | 5               | Stylus                |
| 1995 | The Very Best of    | —               | —               | Castle Communications |
| 1999 | Greatest Hits       | —               | —               | Capitol               |
| 2006 | Ultimate Collection | —               | —               | Capitol               |

## Singles
| Year | Single                                 | Chart positions | Chart positions | Chart positions | Chart positions |
| Year | Single                                 | US              | US R&B          | US Dance        | UK              |
| ---- | -------------------------------------- | --------------- | --------------- | --------------- | --------------- |
| 1977 | "Uptown Festival (Parte 1)"            | 25              | 10              | 2               | 30              |
| 1977 | "Ooh Baby, Baby"                       | —               | 59              | —               | —               |
| 1977 | "Inky Dinky Wang Dang Doo"             | —               | —               | —               | —               |
| 1978 | "Take That to the Bank"                | 79              | 11              | —               | 20              |
| 1979 | "The Second Time Around"               | 8               | 1               | 1               | 45              |
| 1980 | "Right in the Socket"                  | —               | 22              | 11              | 44              |
| 1980 | "I Owe You One"                        | —               | 60              | —               | 13              |
| 1980 | "Full of Fire"                         | 55              | 24              | 15              | —               |
| 1981 | "Make That Move"                       | 60              | 6               | 15              | 30              |
| 1981 | "This Is for the Lover in You"         | —               | 17              | —               | —               |
| 1981 | "Sweeter as the Days Go By"            | —               | 19              | —               | —               |
| 1981 | "Talk to Me"                           | —               | —               | —               | —               |
| 1982 | "A Night to Remember"                  | 44              | 8               | 15              | 5               |
| 1982 | "I Can Make You Feel Good"             | 102             | 33              | —               | 7               |
| 1982 | "There It Is"                          | —               | —               | —               | 5               |
| 1982 | "Friends"                              | —               | —               | —               | 12              |
| 1983 | "Dead Giveaway"                        | 22              | 10              | 18              | 8               |
| 1983 | "Disappearing Act"                     | —               | —               | —               | 18              |
| 1983 | "Over and Over"                        | —               | 26              | —               | 23              |
| 1984 | "Deadline U.S.A."                      | —               | 34              | —               | 52              |
| 1984 | "You Can Count on Me"                  | 101             | 77              | —               | —               |
| 1984 | "Dancing in the Sheets"                | 17              | 18              | 9               | 41              |
| 1984 | "Amnesia"                              | 73              | 49              | —               | 61              |
| 1985 | "My Girl Loves Me"                     | 106             | 22              | 25              | 45              |
| 1985 | "Don't Get Stopped in Beverly Hills"   | —               | 79              | —               | —               |
| 1985 | "Just One of the Guys"                 | —               | —               | —               | —               |
| 1986 | "A Night to Remember" (86 Remix)       | —               | —               | —               | 52              |
| 1986 | "Take That to the Bank" (The M&M Mix!) | —               | —               | —               | 87              |
| 1987 | "Circumstantial Evidence"              | —               | 30              | —               | —               |
| 1987 | "Games"                                | —               | 11              | —               | —               |
| 1988 | "I Want You (To Be My Playthang)"      | —               | —               | —               | —               |
| 1990 | "Caution: This Love"                   | —               | —               | —               | —               |
| 1990 | "Wake Up"                              | —               | —               | —               | —               |
| 1991 | "Come Together"                        | —               | —               | —               | —               |